# Arotis
Arotis is een geslacht van vlinders van de familie dikkopjes (Hesperiidae), uit de onderfamilie Hesperiinae.

## Soorten
- A. bryna (Evans, 1955)
- A. derasa (Herrich-Schäffer, 1870)
- A. mapirica (Bell, 1930)
- A. pandora (Lindsey, 1925)
- A. sirene Mabille, 1904